# Barabás Arnold
Barabás Arnold, Barabás Ábrahám Arnold, születési és 1896-ig használt nevén Schwarcz Ábrahám (Sárospatak, 1873. április 13. – 1944. október 15.) városi tiszti főorvos.

## Életpályája
Schwarcz Dávid vasúti hivatalnok és Pátek Rozália fiaként született zsidó családban. Középiskolai tanulmányait szülővárosában végezte, majd a Budapesti Tudományegyetem Orvostudományi Karának hallgatója lett, ahol 1898-ban orvosdoktorrá avatták. Oklevelének megszerzése után Szabadkán kezdte meg működését, ahonnan az Országos Társadalombiztosító Intézethez és a Magyar Államvasutakhoz került. 1900-ban Pesterzsébetre költözött, ahol 1913 áprilisában községi másodorvossá választották. Az első világháború idején bevonult és szolgálatáért több kitüntetésben részesült. 1920 és 1924 között községi főorvos volt és amikor Pesterzsébet rendezett tanácsú várossá alakult, városi tiszti főorvossá minősítették át. 1936-ban 31 év szolgálatot követően nyugalomba vonult. Alelnöke volt a Pesterzsébeti Önkéntes Mentőegyesületnek, presbitere a Pesterzsébeti Református Egyháznak és tagja a városi képviselőtestületnek. Nevéhez köthető számos pesterzsébeti egészségügyi intézményhez létrehozása. A Budapest XX. kerületi bíróság 1962-ben 1944. október 15-ei dátummal holttá nyilvánította.

## Díjai, elismerései
- Vöröskereszt hadi ékítményes II. osztályú díszjelvénye (1916)[7]

## Családja
Felesége Leitner Margit volt, Leitner Jakab Bleier Franciska lánya, akit 1901. január 27-én Budapesten, a Józsefvárosban vett nőül.
Gyermekei:
- Barabás Zoltán (1902–1944) ügyvéd, a holokauszt áldozata. Felesége Braun Olga.